# Wildfowl and Wetlands Trust

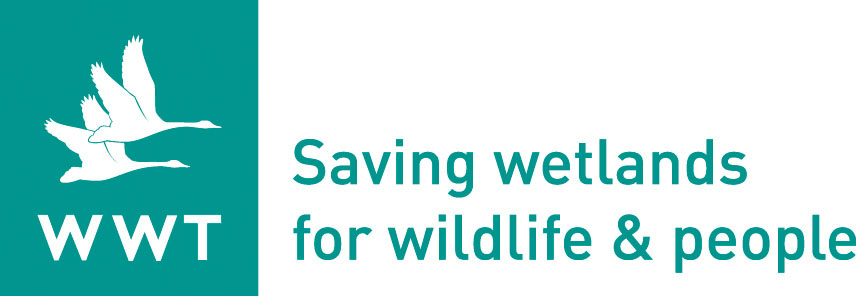
Logotipo de la organización sin ánimo de lucro para la conservación Wildfowl & Wetlands Trust

El Wildfowl and Wetlands Trust es una organización sin ánimo de lucro para la conservación de las anátidas (Anatidae) y los humedales del Reino Unido y la organización de conservación de los humedales más grande del mundo. Su presidencia de honor recae en la reina Isabel II.
Fue fundado en 1946 por el ornitólogo y artista Sir Peter Scott, inicialmente como el Severn Wildfowl Trust. Tiene más de 100.000 miembros y nueve reservas que incluyen centro de visistantes, que en total cubren 20 km² y dan acogida a más de 150.000 aves y más de un millón de visitantes al año.
Los lugares protegidos incluyen siete "Sitios de Especial Interés Científico", cinco Zonas de Especial Protección para Aves y cinco sitios Ramsar.
- WWT Arundel, West Sussex
- WWT Caerlaverock, Dumfries and Galloway, Scotland (the only centre with accommodation)
- WWT Castle Espie, County Down, Northern Ireland
- WWT London Wetlands Centre
- WWT National Wetlands Centre, Carmarthenshire, Wales
- WWT Martin Mere, Lancashire
- WWT Slimbridge, Gloucestershire
- WWT Washington, Tyne and Wear
- WWT Welney, Cambridgeshire